# Bob Ross
Robert Norman Ross (29. října 1942 – 4. července 1995) byl americký malíř, učitel umění a televizní moderátor svého vlastního pořadu The Joy of Painting. Pořad se vysílal od roku 1983 do roku 1994 na televizní stanici PBS ve Spojených státech, Kanadě, Jižní Americe, ale i v Evropě. Ze známé televizní osobnosti osmdesátých a devadesátých let se stal i po své smrti v 21. století internetovou celebritou a hvězdou YouTube.

## Život
R. N. Ross se narodil ve městě Daytona Beach na Floridě Jackovi a Ollie Rossovým a byl vychován v Orlandu. Jako malé dítě pečoval o zraněná zvířata, údajně i o pásovce, hada a aligátora. Láska ke zvířatům mu vydržela až do dospělosti a známou se stala jeho veverka Peapod, kterou ochočil a párkrát přinesl do studia na nahrávání svého pořadu. V deváté třídě odešel ze školy a začal pracovat se svým otcem jako truhlář. V této práci si uřízl kousek levého ukazováčku, což ale neovlivnilo jeho malování v následujících letech.

### Vojenská kariéra
V roce 1961 narukoval do US Air Force a začal pracovat na pozici technika lékařských záznamů. Později získal hodnost vrchního seržanta a jako první seržant sloužil na aljašské letecké základně, kde také poprvé uviděl hory a sníh, což byl v jeho budoucí tvorbě často opakující se znázorněný motiv. Začal malovat obrazy, které prodával během krátké pracovní přestávky jako přivýdělek. Také objevil Williama Alexandra v jeho show The Magic of Oil Painting, ze které se naučil techniku "wet-on-wet", neboli "alla prima", kterou později učil ve svém vlastním pořadu The Joy of Painting, a kterou se proslavil. Jelikož v armádě sloužil na pozici, která od něj vyžadovala přísnost a tvrdost vůči osobám nižší vojenské hodnosti, po odchodu z ní slíbil, že už nikdy nebude křičet a zvyšovat svůj hlas.

## Umělecká kariéra
Během svého dvacetiletého působení v US Air Force si Ross oblíbil malování poté, co začal navštěvovat umělecký kurz v Anchorage. Často se ocitl v rozporu s mnoha svými malířskými instruktory, kteří se více zajímali o abstraktní malbu.
Ross pronesl:„Řekli by ti, co dělá strom, ale neřekli by ti, jak ho namalovat.“
Ross pracoval jako barman na částečný úvazek, když objevil televizní show s názvem Kouzlo olejomalby, kterou moderoval německý malíř Bill Alexander. Alexander vyzdvihoval styl malby z 16. století zvaný „Alla prima“. (Italsky “první pokus”), který mu dovolil dokončit malbu pod 30 minut. Ross se tento styl naučil a začal prodávat kresby Aljašské krajiny. Když mu jeho umění začalo vydělávat více než jeho stálá práce, podal výpověď.
Na Floridě se seznámil s Annette Kowalski, která se zúčastnila jedné z jeho uměleckých lekcí a chtěla aby si kvůli svým malířským schopnostem založil firmu. Roberta se jí podařilo přesvědčit a společně i s jeho manželkou do firmy investovali svoje úspory.
Není přesně známo, jak vznikla televizní show The Joy of Painting. Byla natočena ve studiu PBS v Muncie v Indianě. Show se vysílala od roku 1983 do roku 1994. Během každé půl hodiny Ross učil diváky krok po kroku jak s využitím své představivosti namalovat olejomalbu.
S pomocí Annette Kowalski Rossova firma dosáhla hodnoty 15 milionů dolarů. Jejich firma prodávala malířské potřeby a instruktážní knihy o malování.

### Technika
Ross používal techniku zvanou „Alla prima“, ve které se barva nanášela na stále mokrou barvu předchozí vrstvy, což zkracovalo čas zhotovení a umožňovalo mu dílo dokončit na televizních obrazovkách do půl hodiny.

## Osobní život
Ross měl jednoho syna jménem Steven Ross se svojí první manželkou Vivian Ridge. Jejich manželství skončilo v roce 1977 rozvodem. Se svojí druhou ženou, Jane, děti neměl. Jane v roce 1992 zemřela na rakovinu. Dva měsíce před svou smrtí se oženil potřetí, s Lindou Brown.
Ross byl známý tím, že svůj osobní život vedl převážně v tajnosti a udržoval si jen úzký okruh přátel.
Jeho společnost Bob Ross Inc. je dodnes chráněna jeho duševním vlastnictvím.

## Nemoc a smrt
R. N. Rossovi byl na jaře roku 1994 diagnostikován lymfom, kvůli němuž musel ukončit svoji malířskou kariéru. Poslední epizoda The Joy of Painting byla odvysílána 17. dubna téhož roku. Ross zemřel ve věku 52 let a je pohřben na hřbitově Woodlawn Memorial Park na Floridě. Diagnózu Ross před veřejností tajil a do jeho smrti o jeho zdravotním stavu věděla pouze jeho rodina a blízcí přátelé.

## Odkaz
Ross byl po své smrti vyzdvihován v pop kultuře po celém světě. Objevil se i v některých televizních seriálech, jako například Griffinovi, Peep Show nebo Raubíř Ralf. Jeho videa se stala populární v řadách stoupenců ASMR, jelikož mají retro nádech.
V červnu 2016 byla do sestavy Netflixu přidána série Ross's Beauty Is Everywhere. Tyto 30minutové epizody jsou převzaty z 20., 21., a 22. sérii původní show.
V roce 2017 byla obchodním řetězcem Target Stores prodávána hra s názvem Bob Ross: The Art of Chill.
V listopadu 2017 byl Bob Ross a jeho televizní show použit v traileru na film Deadpool 2.